# Gert Hinnerk Behlmer

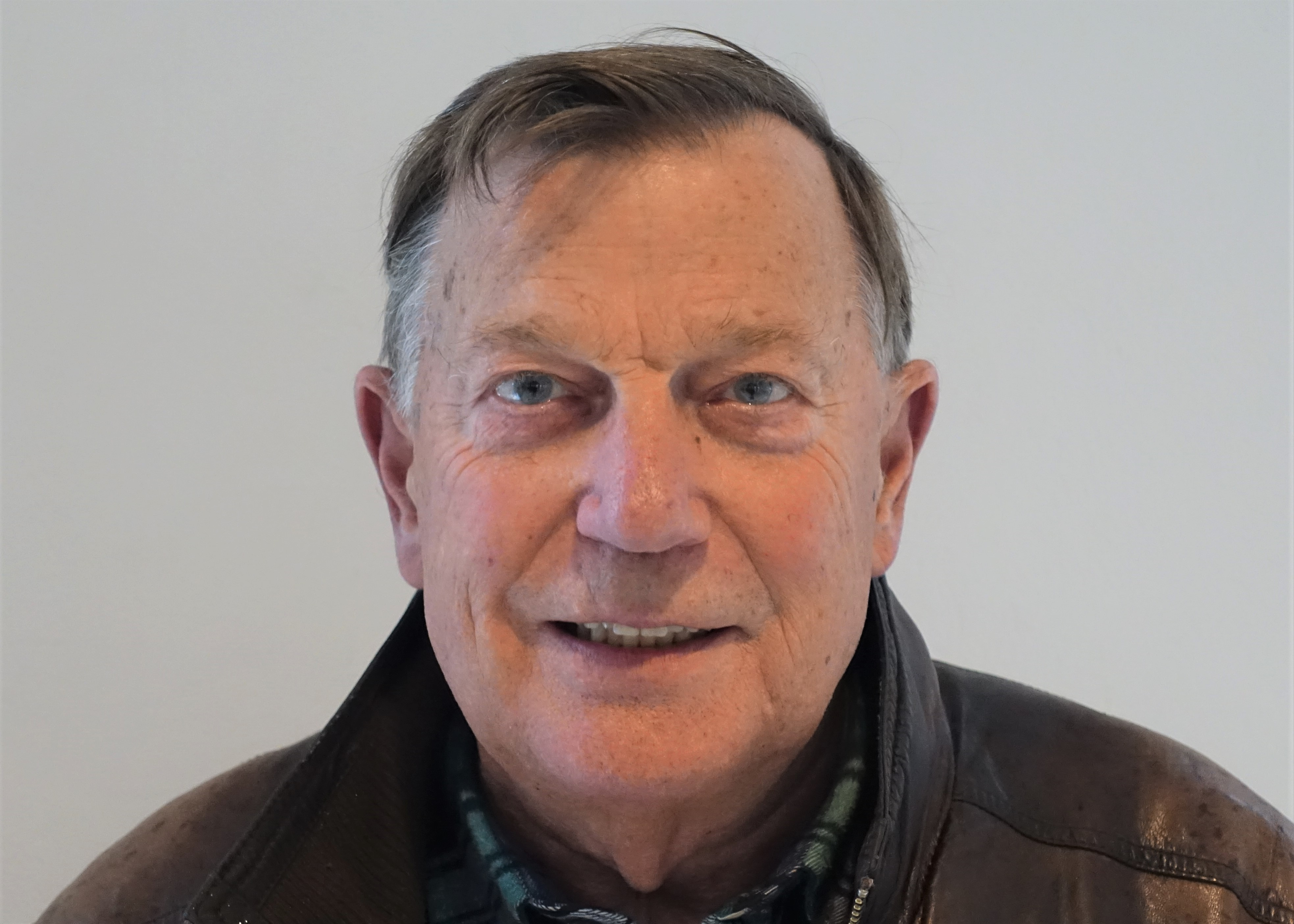
Gert Hinnerk Behlmer (2022)

Gert Hinnerk Behlmer (* 27. Oktober 1943 in Laichingen) ist ein deutscher Jurist und ehemaliger Staatsrat der Freien und Hansestadt Hamburg. Bekannt wurde er 1967 als Student zusammen mit seinem Kommilitonen Detlev Albers für die Aktion Unter den Talaren – Muff von 1000 Jahren.

## Leben und Wirken
Behlmer studierte nach dem Abitur in Hamburg und einem dreijährigen Bundeswehrdienst ab 1965 Rechtswissenschaft in Hamburg. Er war Zweiter Vorsitzender des Allgemeinen Studentenausschusses (AStA) und in der Studentenbewegung der 1960er Jahre aktiv. Am 9. November 1967 trug er im Audimax der Universität Hamburg anlässlich der Übergabe des Rektorats von Karl-Heinz Schäfer an Werner Ehrlicher zusammen mit dem ehemaligen Ersten AStA-Vorsitzenden Detlev Albers das Transparent Unter den Talaren – Muff von 1000 Jahren. Diese Parole, die auf das sogenannte Tausendjährige Reich und die Verstrickung vieler Professoren in das NS-Regime anspielte, wurde zu einem vielzitierten Slogan der Studentenbewegung.
Behlmer ist seit 1967 Mitglied der SPD. Nach Referendariat und zweitem Staatsexamen arbeitete er ab 1974 als Verwaltungsjurist, zuletzt als Senatsdirektor und Amtsleiter der Umweltbehörde sowie von 1994 bis 2004 als Staatsrat der Senatskanzlei und der Kulturbehörde.
Gegenwärtig ist er neben anderen ehrenamtlichen Tätigkeiten Vorsitzender der Freunde des Museums der Arbeit (2006–2018), Mitglied des Stiftungsrats der Stiftung Historische Museen Hamburg bis Ende 2022, Beiratsvorsitzender der Stiftung Hamburg Maritim (seit 2001) und Vorstandsmitglied der Stiftung Hamburger Admiralität (Cap San Diego).
Mit seiner Frau Gunda Oehm (1941–2022) bekam Hinnerk Behlmer zwei Kinder.

## Ehrungen
- 2008: Biermann-Ratjen-Medaille